# Athelia rolfsii
Athelia rolfsii ist eine Ständerpilzart aus der Familie der Gewebehautverwandten (Atheliaceae). Sie bildet resupinate, weißliche und häutchenartige Fruchtkörper auf Gemüse aus. Die Art ist weltweit in warmen Klimata verbreitet. Ihre Anamorphe ist unter dem Namen Sclerotium rolfsii bekannt.

## Merkmale

### Makroskopische Merkmale
Athelia rolfsii bildet wie alle Arten der Gewebehäute (Athelia) dünne Fruchtkörper mit glattem Hymenium und ausdünnenden Rändern aus. Sie sind weiß gefärbt und lassen sich leicht vom Substrat ablösen.

### Mikroskopische Merkmale
Athelia rolfsii besitzt eine für Gewebehäute typische monomitisch Hyphenstruktur, das heißt, sie besitzt lediglich generative Hyphen, die dem Wachstum des Fruchtkörpers dienen. Die Hyphen sind hyalin und dünn- bis leicht dickwandig. Sie besitzen häufig Schnallen und sind 5,6–8,6 µm breit. Die Art verfügt nicht über Zystiden. Ihre Basidien sind annähernd zylindrisch bis keulenförmig und 6–11 × 4–5,6 µm groß. An der Basis sind sie teils einfach septiert, teils beschnallt. Sie besitzen zwei bis vier Sterigmata. Die Sporen des Pilzes sind eiförmig bis breitellipsoid geformt, 4–7 × 3–5 µm groß, glatt und dünnwandig sowie hyalin. Sie sind oberseitig gerundet, unterseitig zugespitzt.

## Verbreitung
Die bekannte Verbreitung von Athelia rolfsii umfasst die Tropen der alten, wie der neuen Welt, und zudem weite Teile der Ne- und Paläarktis. Er ist vor allem in warmen Klimazonen häufig.

## Ökologie
Athelia rolfsii ist ein Saprobiont, der Gemüse und Getreide befällt. Zu den Wirtspflanzen zählen unter anderem Tomate (Solanum lycopersicum) und Sojabohne (Glycine max).